# Prisión de Ktzi'ot
La Prisión de Ktzi'ot (en hebreo: בית סוהר קציעות) es un centro de detención israelí ubicado en el desierto de Negev 45 millas al suroeste de Beersheba. Es el centro de detención más grande de Israel en términos de superficie, ya que abarca 400.000 metros cuadrados (99 acres). También es el centro de detención más grande en el mundo. Durante la Primera Intifada, Ktzi'ot era la ubicación del mayor campo de detención dirigido por el ejército israelí. Contenía tres cuartas partes de todos los palestinos detenidos por el ejército, y más de la mitad de todos los palestinos detenidos en Israel. 